# Derviš Korkut
Derviš Korkut (Travnik, 5. svibnja 1888. — Sarajevo, 28. kolovoza 1969.), bosanskohercegovački je teolog, knjižničar, orijentalista i travnički muftija albanskog podrijetla. Bio je jedan je od čelnika Odbora narodnog spasa, koji je uspio spasiti Sarajevsku hagadu tijekom Drugog svjetskog rata. Sin je naibu-reisa Ahmeda Muniba i brat Besima Korkuta.

## Životopis
Derviš Korkut je rođen 5. svibnja 1888. u Travniku od oca hadži Ahmeda Muniba i majke Šahide Biščević. Potjecao je iz poznate ulemanske obitelji Korkuta, koji su u Bosnu došli iz Turske tijekom 16. stoljeća. Imao je četvericu braće i pet sestara. Visoku gimnaziju u Sarajevu završio je 1909., nakon čega je otišao na studije u Istanbulu i na Sorbonni. Teološki fakultet u Istanbulu završio je 1914. godine. Iako je kao svećeničko lice bio oslobođen vojne službe, u srpnju 1917. godine mobiliziran je u austro-ugarsku vojsku kao vojni imam u rangu kapetana II klase.
Od srpnja 1916. do siječnja 1921. radio je kao vjeroučitelj u Muškoj učiteljskoj školi u Derventi, nakon čega je neko vrijeme bio ekonom-prefekt Okružne medrese u Sarajevu. Kao načelnik u muslimanskom odjelu Ministarstva vjera u Beogradu radio je od 1921. do 1923. godine, kada je primoran dati otkaz zbog pritiska pripadnika Narodne radikalne stranke. Od rujna 1923. do listopada 1925. bio je tajnik Jugoslavenske muslimanske narodne organizacije, okupljene oko Ibrahima Maglajlića.  Od 1927. do postavljanja za travničkog muftiju u rujnu 1929. radio je kao kustos Zemaljskog muzeja. Zakonom o Islamskoj vjerskoj zajednici ukinuti su travničko i bihaćko muftijstvo, čime prestaje obavljati dužnost muftije. Do 1937. radio je kao kustos Cetinjskog muzeja i u Vrhovnom starješinstvu Islamske zajednice.
Od 1937. do 1944. ponovo je radio kao kustos Zemaljskog muzeja u Sarajevu. Godine 1940. oženio se Servet Ljužom, Albankom iz Kosovske Mitrovice. Tijekom Drugog svjetskog rata uspio je sakriti Sarajevsku hagadu od njemačkog okupatora i spasiti djevojku Miru Papo, čiji su roditelji odvedeni u logor. Porodica Korkut je Miru primila u svoj dom, obukli su je kao muslimanku, nazvali je Amira i rekli joj da je Albanka koju su poslali njeni rođaci iz Kosovske Mitrovice da im pomaže u kući. Mira je tako preživjela, a kasnije se priključila partizanima. Zbog ovog čina je sa suprugom 1999. godine proglašen Pravednikom među narodima. 
Objavljivao je tekstove o manjinama u Bosni, Albancima i Židovima. Pisao je u: "La Tribune des Peuplesu", "L'Abstinencu", "Gajretu", "Pravdi", "Iršadu", "Večernjoj pošti", "Glasniku Saveza trezvene mladosti", "Glasniku Zemaljskog muzeja", "Narodnoj starini", cetinjskim "Zapisima", "Novom beharu" i dr. U radovima se uglavnom bavio razdobljem osmanske vladavine. Bavio se i filologijom, posebno prikupljanjem turcizama. Od 1933. do 1936. bio je urednik "Glasnika IVZ".
Uz brata Besima bio je jedan od potpisnika Sarajevske rezolucije, kojom se osuđuju zločini nad Srbima i Židovima. Dao je doprinos stručnom elaboratu u kojem se tvrdi da su Romi "arijevci" te da su tzv. "bijeli Cigani" sastavni dio bošnjačkog naroda, zbog čega je Ministarstvo unutarnjih poslova NDH kolovoza 1941. naredilo obustavljanje progona Roma. I pored toga, poslije rata je u namještenom suđenju proglašen za "suradnika okupatora". U rujnu 1947. godine počelo suđenje muslimanskim alimima i inteletualcima, na čelu s Kasimom ef. Dobračom, a među njima je bio i Derviš Korkut. U optužnici stoji da su se Kasim Dobrača, Derviš Korkut, Kasim Turković, Jusuf Tanović i Mehmed Handžić "stavili tokom okupacije u službu fašističke Njemačke" i da su nakon rata formirali ilegalnu organizaciju. Radilo se o jednom montiranom procesu. Naime, radi se o 1947. godini, kada je pokrenuta inicijativa za izbor novog reis-ul-uleme, s obzirom na to da je Fehim ef. Spaho umro na dužnosti 1942. godine. Jugoslavenske vlasti su pripremale teren kako bi prošao njihov kandidat. Trebalo je eliminirati one za koje se pretpostavljalo da bi mogli biti ozbiljni protukandidati. Kasim Dobrača i Derviš Korkut zbog svega svoga, svoje prošlosti, zbog svog znanja koje su imali, bili su ozbiljni kandidati za reis-ul-ulemu. Derviš Korkut je na tom procesu osuđen na osam godina zatvora. Odležao je šest godina u zatvoru u Zenici. Od puštanja na slobodu do kraja života radio je kao kustos Muzeja grada Sarajeva. 
Preminuo je u Sarajevu, 28. kolovoza 1969. godine. Imao je troje djece, sina Muniba i kćerke Abidu i Lamiju.

## Spašavanje Hagade
Spašavanje Hagade je samo jedan fragment u briljantnoj i besprijekornom životopisu Derviša Korkuta. Kako poslije rata nikada nije pričao o spašavanju Hagade, postoji nekoliko pričao Korkutovom spašavanju Hagade. Ono što se sigurno zna jeste da je Hagada početkom Drugog svjetskog rata bila u Zemaljskom muzeju, gdje je u to vrijeme Derviš Korkut bio kustos i glavni knjižnjičar. Kod njega, kao glavnog knjižničara, nalazili su se reversi za Hagadu do kraja 1943. godine, kada ju je on, prema jednoj od priča, predao novoimenovanom ravnatelju Vejsilu Čurčiću, nakon čega je Hagada pohranjena u sef Narodne banke, a u kolovozu 1945. ponovo vraćena u Zemaljski muzej u Sarajevu.
Druga priča je da ju je Derviš Korkut izmjestio iz zgrade Zemaljskog muzeja i prebacio negdje izvan Sarajeva. Pri čemu, postoji i treća mogućnost, a to je zapravo da je Hagada ostala u Zemaljskom muzeju, ali da je bila negdje smještena gdje je nitko ne bi mogao naći. 
Nova vlast već u svibnju 1945. godine hvali upravu i ljude koji su radili u Zemaljskom muzeju na njihovom doprinosu u spašavanju kulturnog blaga. U sarajevskom listu Oslobođenje je tada objavljen i članak u kojem je iznesena priča o tome, a novinari su u posebno istaknutom pasusu naveli kako je posebno puno na spašavanju predmeta u knjižnici Zemaljskog muzeja uradio glavni knjižnjičar. Nije navedeno ime, ali je bilo svakako poznato da je riječ o Dervišu Korkutu.

## O Korkutu
- Derviš M. Korkut kao kulturni i javni radnik (Sarajevo, 1974) – Alija Bejtić
- Istaknuti Bošnjaci (Zagreb, 1994) – Mahmud Traljić
- Kazivanja o Travniku : Derviš M. Korkut (Travnik, 1998) – Mustafa Gafić
- Derviš ef. A. Korkut - Ibnul Ajn: život i djelo (Sarajevo, 2005) – Hajrudin A. Haračić
- Derviš M. Korkut: a biography: rescuer of the Sarajevo Haggadah (Sarajevo, 2020) – Hikmet Karčić

## Vanjske povezice
- Servet and Derviš Korkut  Arhivirana inačica izvorne stranice od 27. listopada 2015. (Wayback Machine)